# Frances Bavier
Frances Elizabeth Bavier, född 14 december 1902 på Manhattan i New York, död 6 december 1989 i Siler City i North Carolina, var en amerikansk skådespelerska. Hon var bland annat känd för att spela rollen som Aunt Bee Taylor i CBS-serierna The Andy Griffith Show och Mayberry R.F.D., för vilken hon vann en Primetime Emmy Award för bästa kvinnliga biroll i en komediserie år 1967.
Bavier föddes i New York till föräldrarna Charles S. Bavier och Mary S. Bavier (född Birmingham). Hon hade från början tänkt att arbeta som lärare, efter att ha påbörjat studier på Columbia University. Hon medverkade först i vaudevilleproduktioner, för att sedan börja arbeta på Broadway.

## Filmografi (i urval)

### Filmer
- 1931 – Storstadens lockfåglar
- 1951 – Mannen från Mars
- 1951 – På varieté
- 1952 – Bruden sa' nej
- 1952 – Landet bortom bergen
- 1952 – Sally and Saint Anne
- 1952 – Otrogna är vi allihopa
- 1952 – Revolverns lag
- 1953 – Mannen i vindskupan
- 1956 – Det onda arvet
- 1958 – En trevlig liten bank som borde rånas
- 1959 – Det började med en kyss
- 1974 – Benji – alla tiders hjälte

### TV-serier
- 1953 – Hallmark Hall of Fame (TV-serie)
- 1953–1955 – Dragnet (TV-serie)
- 1955 – Alfred Hitchcock presenterar (TV-serie)
- 1956 – Lux Video Theatre (TV-serie)
- 1956 – Cavalcade of America (TV-serie)
- 1957 – General Electric Theater (TV-serie)
- 1957 – Perry Mason (TV-serie)
- 1959 – Sugarfoot (TV-serie)
- 1959 – Vägen västerut (TV-serie)
- 1960 – Prärie (TV-serie)
- 1960–1968 – The Andy Griffith Show (TV-serie)
- 1968–1970 – Mayberry R.F.D. (TV-serie)